# SX Phoenicis típusú változócsillag
A SX Phoenicis típusú változócsillagok pulzáló változócsillagok, melyek A2 és F5 közötti színképtípusúak, hasonlítanak a δ Scuti változócsillagokhoz, többnyire gömbhalmazokban fordulnak elő. Fényességingadozásuk 0,7 magnitúdó, periódusidejük rendszerint 1-2 óra.